# Phong trào chính trị

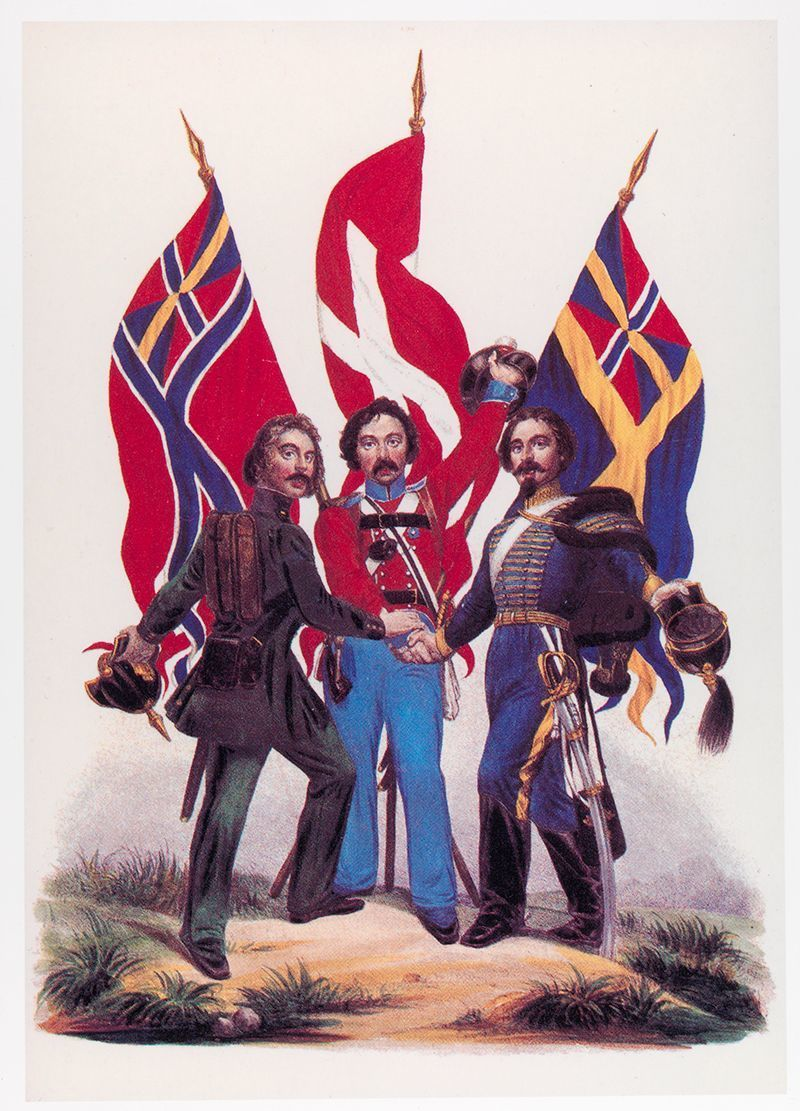
Phong trào chính trị giữa thế kỷ 19 của người Scandinavi đã dẫn đến việc sử dụng thuật ngữ Scandinavia hiện đại.

Trong khoa học xã hội, một phong trào chính trị là một nhóm xã hội hoạt động cùng nhau để đạt được mục tiêu chính trị, trên phạm vi địa phương, khu vực, quốc gia hoặc quốc tế. Các phong trào chính trị phát triển, phối hợp, ban hành, thay đổi, sửa đổi, diễn giải, và sản xuất các tài liệu nhằm giải quyết các mục tiêu của cơ sở của phong trào. Một phong trào xã hội trong lĩnh vực chính trị có thể được tổ chức xung quanh một vấn đề hoặc một tập hợp các vấn đề, hoặc xung quanh một tập hợp các mối quan tâm chung của một nhóm xã hội. Trong một đảng chính trị, một tổ chức chính trị tìm cách gây ảnh hưởng hoặc kiểm soát chính sách của chính phủ, thường bằng cách đề cử các ứng cử viên của họ và ứng cử viên vào các cơ quan chính trị và chính phủ. Ngoài ra, các bên tham gia vào các chiến dịch bầu cử và các hành động tiếp cận hoặc phản đối giáo dục nhằm thuyết phục công dân hoặc chính phủ hành động về các vấn đề và mối quan tâm vốn là trọng tâm của phong trào. Các bên thường tán thành một ý thức hệ, được thể hiện trong một chương trình của đảng, được củng cố bởi một nền tảng bằng văn bản với các mục tiêu cụ thể, tạo thành một [liên minh] giữa các lợi ích khác nhau.

## Ví dụ
Một số phong trào chính trị đã nhằm thay đổi chính sách của chính phủ, như phong trào phản chiến, phong trào sinh thái và phong trào chống toàn cầu hóa. Nhiều phong trào có mục đích thiết lập hoặc mở rộng các quyền của các nhóm cấp dưới, chẳng hạn như chủ nghĩa giải phóng nô lệ, các phong trào đòi quyền bầu cử của phụ nữ, các phong trào dân quyền, chủ nghĩa nữ quyền, phong trào đòi quyền đồng tính, phong trào đòi quyền khuyết tật, hoặc phong trào nhân quyền. Một số phong trào đã đại diện cho lợi ích giai cấp, như phong trào Lao động, chủ nghĩa xã hội và chủ nghĩa cộng sản, những phong trào khác đã bày tỏ nguyện vọng quốc gia, chẳng hạn như các phong trào chống chủ nghĩa thực dân, Ratana, Zionism, và Sinn Féin. Các phong trào chính trị cũng có thể liên quan đến các cuộc đấu tranh để phân cấp hoặc tập trung kiểm soát nhà nước, như trong chủ nghĩa vô chính phủ, chủ nghĩa phát xít và chủ nghĩa phát xít.
Với toàn cầu hóa, các phong trào công dân toàn cầu có thể đã xuất hiện.
Phong trào có thể được đặt tên bởi người ngoài phong trào, như với phong trào chính trị Leveller trong thế kỷ 17 tại Anh đã được đặt tên theo một thuật ngữ của sự dèm pha. Tuy nhiên, những người ngưỡng mộ phong trào và mục đích của nó sau đó đã sử dụng thuật ngữ này và đó là thuật ngữ mà họ được biết đến trong lịch sử.